# Werner Koll
Werner Koll (* 25. Februar 1902 in Kiel; † 9. November 1968 in Göttingen) war ein deutscher Arzt und Pharmakologe.

## Leben und Wirken
Kolls Eltern waren der Mittelschullehrer Jürgen Knoll und dessen Frau Elisabeth geb. Barfuß. Werner wurde 1927 an der Universität Kiel zum Dr. phil. promoviert, 1928 an der Universität Frankfurt am Main zum Dr. med. 1935 habilitierte er sich in Frankfurt für Pharmakologie, und 1940 wurde er dort zum außerordentlichen Professor ernannt. Während des Zweiten Weltkrieges war er am Institut für Pharmakologie und Wehrtoxikologie der Medizinischen Akademie Danzig (ab 1943 als Institutsdirektor und Lehrstuhlinhaber) und arbeitete in der Nervengasforschung. Er wurde 1944 in den wissenschaftlicher Beirat des Generalkommissars für das Gesundheitswesen Karl Brandt berufen.
Nach Kriegsende war er ab 1946 Gastprofessor an der Universität Kiel. Von 1949 bis 1968 war er Wissenschaftliches Mitglied der Max-Planck-Gesellschaft, Geschäftsführender Direktor des Max-Planck-Instituts für experimentelle Medizin in Göttingen und Direktor der Abteilung Pharmakologie des Instituts. Aus dieser Zeit stammen seine bekanntesten Forschungsarbeiten, die sich mit der Schmerzleitung und ihrer Beeinflussung durch Analgetika befassten. Ab 1951 war er Honorarprofessor an der Universität Göttingen.
Von 1950 bis zu seinem Tod war er Vorsitzender der Deutschen Arzneimittelkommission (später Arzneimittelkommission der Deutschen Ärzteschaft) und von 1965 bis 1966 Vorsitzender der Deutschen Gesellschaft für Experimentelle und Klinische Pharmakologie und Toxikologie.
1965 wurde Werner Koll mit der Paracelsus-Medaille der deutschen Ärzteschaft ausgezeichnet. Der Tübinger Pharmakologe Fred Lembeck sagte in seinem Nachruf über ihn: „Mitbegründer und Vorsitzender der Europäischen Gesellschaft für Arzneimitteltoxikologie, <...> bereit, jederzeit zwischen Fach und Behörden, zwischen Wissenschaft, Ärztekammer und Industrie zu vermitteln, übernahm er gerade die Aufgaben, die anderen zu mühsam und undankbar schienen.“ Walther Vogt (1918–2012), sein Nachfolger am Max-Planck-Institut, schrieb später, Knoll habe sich der Schmerzentstehung und der Identifizierung schmerzleitender Nervenbahnen im Rückenmark gewidmet. „Er erkannte die Bedeutung nocizeptiver Bahnen für die Fortleitung von Schmerzerregungen aus der Peripherie und fand u. a. Angriffspunkte von Morphin in Neuronen des Rückenmarks.“